# Oelrichs
Oelrichs – miasto w Stanach Zjednoczonych, w stanie Dakota Południowa, w hrabstwie Fall River.